# Henry Bordeaux
Pour les articles homonymes, voir Bordeaux.
Henry Bordeaux, né le 25 janvier 1870 à Thonon-les-Bains et mort le 29 mars 1963 à Paris, est un avocat, romancier et essayiste français, originaire de Savoie.

## Famille
Henry Camille Bordeaux est issu d'une ancienne famille bourgeoise, catholique et royaliste qu'il décrit notamment dans La Maison (1912) et dans Le Pays sans ombre (1935). Son enfance est notamment bercée par l'espoir qu'a sa tante Dine de l'accession au trône du comte de Chambord (« J'appartiens à une famille qui a toujours marché à l'avant-garde du parti monarchique et conservateur »).
Dans ses Mémoires, il revient sur ses origines familiales. Son père, Lucien Bordeaux, était originaire de Saint-Girons (Ariège) ; plus généralement, la famille Bordeaux venait du Couserans, où ses ancêtres, membres de la bourgeoisie rurale de l'Ancien Régime, y sont qualifiés de bourgeois de Lacourt depuis le XVIIe siècle, faisant l'acquisition, avant 1781, du domaine de Maneyre à Rimont, où son grand-père naît en 1787. 
Lucien Bordeaux, père d'Henry, arriva, en novembre 1860, en Savoie, peu de temps après l'union avec la France. En 1862, il y ouvrit un cabinet d'avocat qui, sans interruption, par lui ou ses fils, devait demeurer ouvert soixante-trois ans.
En 1862 également, il épousa Marie-Josèphe Fréchet dont la famille maternelle, famille de magistrats, cultivée et religieuse, était apparentée de loin à celle de Saint François de Sales. Les Bordeaux s'installèrent à Thonon où ils eurent neuf enfants, dont le premier ne survécut pas. Ils s'installèrent d'abord dans une maison qui appartint à Mlle de Charmoisy, la Philotée de L'Introduction à la vie dévote, saint François de Sales et sainte Jeanne de Chantal y descendirent, puis dans « la Maison », bâtie par le père d'Henry Bordeaux, située sur l'actuel boulevard Carnot. Le couple possédait également une maison de vacances au hameau de Trossy, à une dizaine de kilomètres de Thonon.
Le couple Bordeaux eut, outre Henry, quatre fils et trois filles :
- Albert, né le 8 mai 1865, ingénieur, qui « n'accepta que des missions et des explorations dans toutes les parties du monde » (Bosnie, Rhodésie, Transvaal, Sibérie, Mexique). Traducteur d'un roman de Stevenson, il publia également de nombreux ouvrages professionnels et traités géographiques ;
- Paul-Émile, né le 3 août 1866, qui fit une carrière militaire (Saint-Cyr, Madagascar, Crète, Grèce). Retraité en 1914, « quand la guerre éclata, il réclama aussitôt un commandement ». Il fut successivement colonel puis général et exerça en Alsace, dans les Vosges, en Artois, en Lorraine, à Verdun, aux Eparges. Il publia des traités et articles historiques sur ses missions en Orient et sur ses souvenirs de la Grande Guerre ;
- Marie, née le 18 août 1868, qui recopia les premiers vers de son frère Henry, fut visiteuse de prison bénévole à Montpellier et écrivit sur les prisonnières et les essais de réhabilitation ;
- Valentine, née le 24 septembre 1871, à qui Henry Bordeaux consacre un chapitre de ses Mémoires. Elle entra, à vingt-trois ans, à la maison mère des Filles de la Charité à Paris, et partit, en 1903, dans une mission en Chine où elle mourut le 24 décembre 1917 ;
- Marthe, née le 25 septembre 1873, qui se voua aux œuvres sociales catholiques et aux bibliothèques populaires. Elle signa (sous le pseudonyme de Jeanne Danemarie) des livres sur les enfants, les jeunes filles ainsi que sur les mystiques (Catherine Emmerich, Thérèse Neumann, Elisabeth Seton, La possédée de Vauverdane) ;
- Jules, né le 25 août 1875, polytechnicien, il fit l'école de cavalerie de Saumur. Ingénieur, il travailla au Pérou, à Madagascar, en Indochine et publia, bien avant 1914, un Traité sur l'aéronautique ;
- Louis, né le 28 novembre 1878, qui devint avocat et reprit le cabinet paternel. En 1914, il fut nommé administrateur de l'hôpital militaire fondé par le comité de la Croix-Rouge de Thonon. Après la guerre, il fut élu au conseil général de Haute-Savoie et publia des traités et des articles de législation.

## Carrière littéraire et engagements
« Ma vocation littéraire se confond avec mes années de collège. » À l'âge de 16 ans, après avoir obtenu son baccalauréat à Chambéry, Henry Bordeaux part pour Paris afin d'y suivre des études de droit et de littérature. Il y rencontre notamment Alphonse Daudet et son fils Léon, François Coppée, Verlaine, Léon Bloy.
Avocat à la suite de son père, Henry Bordeaux fut inscrit, après ses études de droit à Paris, au barreau de Thonon (1889), mais il ne tarda pas à se tourner vers l'écriture. Sa carrière d'écrivain s'étale de 1887 (premier poème publié Rebecca, récompensé par l'Académie de Savoie) à 1960, année de son dernier livre (Le Flambeau Renversé).
À la suite du ralliement officiel de l'Église à la République (1892) et de l'édification de la doctrine sociale de l'Église, Henry Bordeaux devient républicain. En 1893, à la demande du Comité de la droite républicaine de Savoie, il prend la direction du journal Le Réveil de Savoie destiné à défendre la candidature de Me François Descostes au poste de député de Chambéry, sans succès.
Les idées politiques d'Henry Bordeaux, au début de sa carrière, sont proches du catholicisme social de Frédéric le Play ou d'Albert de Mun, relais politiques du ralliement de l'Église à la République.
En 1894, alors qu'il travaille à Paris, comme avocat-rédacteur à la Compagnie Paris-Lyon-Méditerranée, il publie son premier livre, Âmes modernes, qu'il adresse à tout hasard à ses écrivains préférés. « Quelques jours plus tard, le dernier jour d'octobre 1894, je déchiffrai une lettre de quatre pages qui était signée : Paul Bourget. Il y a longtemps, disait-il, que je n'ai éprouvé à la lecture d'un volume autant de plaisir qu'au vôtre. »
Après quelques œuvres de jeunesse d'esprit plus large (comme son premier roman L'Amour qui passe, connu aussi sous le titre La Fée de Port-Cros ou La Voie sans retour dans lequel on retrouve un parfum de Pierre Loti), Henry Bordeaux s'oriente vers des types de personnages (hommes ou femmes) dont les positions morales traditionnelles et chrétiennes trouvent leur expression dans un engagement concret dans la vie quotidienne ; engagement que lui-même résume dans la longue préface (1905) qu'il joindra à son roman La Peur de vivre (1902).
Au moment de l’affaire Dreyfus, Henry Bordeaux est entouré d'anti-dreyfusards, mais commence à douter en 1898, puis refuse en 1899 de se joindre publiquement aux protestations de Maurice Barrès. Il n'exprimera pas publiquement son dreyfusisme, n'étant « pas très fier d’être dans le camp d’Émile Zola et d’Anatole France ».
Son œuvre aborde tous les genres : poésie, théâtre, romans, romans psychologiques, romans policiers, nouvelles, biographies, études littéraires, études critiques, études historiques, mémoires, récits de voyage. Il rédigea la plupart de ces ouvrages dans sa maison du Maupas à Cognin.
Il devient membre agrégé de l'Académie de Savoie le 5 mars 1903, puis effectif le 2 mars 1910. Henry Bordeaux fut ensuite élu membre de l'Académie française en 1919. Il fut observateur et parfois acteur, des bouleversements de la première moitié du XXe siècle : sur le plan politique (Première Guerre mondiale, mouvements sociaux des années 1930, Seconde Guerre mondiale) et de l'évolution des mœurs : modification de la place occupée par les femmes dans le couple et dans la société, amélioration des conditions de vie des ouvriers. Il participa pendant de longues années à la Revue des deux Mondes.
En 1914, Henry Bordeaux est mobilisé comme capitaine de réserve. Détaché au grand quartier général, il côtoie les chefs d’état-major : Joffre, Pétain, Nivelle.
Son œuvre a souvent pour cadre la Savoie : Chambéry (Les Roquevillard), la vallée de la Maurienne (La Maison morte, La Nouvelle Croisade des enfants, La Chartreuse du Reposoir), le Chablais (La Maison, Le Pays sans ombre)… Les romans d'Henry Bordeaux sont baignés des valeurs traditionnelles, dans la lignée de René Bazin et surtout de Paul Bourget, qu'il reconnut longtemps pour « maître » et dont il se différencia un peu sur le tard. Bien que les personnages de ses romans soient représentatifs des valeurs traditionnelles en France, ils sont aussi parfois impliqués dans l'expansion de l'influence française dans le monde (religieux, industriels, militaires), à l'image des membres de sa propre famille.
À la fin des années 1930 (les années du Front populaire), Henry Bordeaux, inspiré par le catholicisme social, prend clairement position pour l'amélioration des conditions de vie des plus pauvres (logement, hygiène, santé, alimentation) dans ses romans Le Remorqueur, Crimes involontaires - conditions de vie qu'il met en parallèle avec le luxe de la noblesse et de la grande bourgeoisie. Il est également anti-bolchévique et organise en 1930 avec le cardinal Baudrillart un concours de romans sur le sujet.
À la veille de la guerre, il entreprend un voyage en Allemagne qui lui permet de jeter un regard sur ce qu'est devenu ce pays, en proie à l'idéologie nationale-socialiste. Il dressa le portrait de la nouvelle Allemagne, étonné de son redressement et réprouvant la mainmise du nouveau pouvoir sur les esprits aussi bien que ses exactions,.
En 1940, notamment avec son livre Les Murs sont bons, il prend position pour le maréchal Pétain qu'il soutient activement, et qu'il rencontre régulièrement au moins jusqu'en 1943. Il approuve les pleins pouvoirs et partage largement les objectifs de la Révolution nationale,. Il fait partie des idéologues du régime et des « conseillers du prince », avec René Benjamin et René Guillouin, entre autres, qui adhèrent à la rhétorique du « retour à la terre » et forment un groupe de pression sur ces questions : il est signalé par Régis Meyran comme « en très bons termes avec Otto Abetz ». Avant guerre, celui-ci l’avait fait traduire en allemand dans le cadre du comité de propagande France-Allemagne qu’il animait. Stanley Hoffmann le cite parmi les « conservateurs maurrassiens et les conservateurs autoritaires » (par opposition aux fascistes pro-allemands) qui prennent le pouvoir à Vichy en 1940. La férule de la censure n’empêche toutefois pas la critique sévère de l’ouvrage venant des factions de Vichy moins traditionalistes ,,, ou du Figaro. Les publications clandestines de la Résistance l’identifient également comme un propagandiste du régime, qui développe l’auto-dénigrement pour mieux stigmatiser le régime républicain précédent,,. Ses personnages sont représentatifs de l’idéologie de l’enracinement, soit des « héros anonymes de l’identité française [que] sont le paysan, l’artisan, la femme au foyer ou encore la jeune fille en costume ».
Il poursuit en 1941 avec une hagiographie pétainiste, Images du maréchal Pétain, et publie dans la presse maurassienne des articles sur le renouveau des élites françaises traditionnelles dans le cadre de la Révolution nationale (en référence à Bossuet, Maurras, Barrès, de Maistre) ou sur l’activité (en relatif suspens) de l’Académie.
En 1942, il propose de démanteler la Tour Eiffel pour en réutiliser le matériau dans le cadre de la récupération des métaux au bénéfice de l’effort de guerre allemand (et manifestement aussi pour des raisons esthétiques). Bien que Maurras rejoignît cette idée, elle reste sans suite.
La fin de la Seconde Guerre mondiale marque une rupture dans la carrière d'Henry Bordeaux : en septembre 1945, il est inscrit sur une liste d'épuration du Comité national des écrivains, avant d'en être rayé en octobre 1945 grâce à l'intervention de Georges Duhamel (secrétaire perpétuel de l'Académie française) soucieux de protéger l'honneur de l'Institution, et de Gabriel Marcel (malgré l’irritation de Jean Paulhan qui s'insurge contre les « protections ») : « c'est autant son titre d'académicien que la question de la fidélité au Maréchal comme charge valable qui semble avoir préservé Bordeaux de la disqualification professionnelle et de l’épuration par ses pairs ».
Dans sa lettre de remerciement à Gabriel Marcel, il recense ses ouvrages anti-allemands sans mentionner les ouvrages pétainistes publiés pendant la guerre : « [Pétain] abattait à grands coups de cognée le bois pourri et supprimait les parasites qui enlacent les beaux arbres et leur prennent leur sève, en frappant la spéculation, en supprimant la franc-maçonnerie, le parlementarisme, en imposant aux Juifs un statut ». Ce conservatisme le pousse à adhérer en 1950 à l'Association des amis de Robert Brasillach (ce dernier, rédacteur en chef de Je suis partout, ayant été fusillé en 1945 pour faits de collaboration).
En 1944, alors que Charles Maurras est emprisonné à Lyon, Henry Bordeaux écrit à François de Menthon, garde des Sceaux, en ces termes : « [...] Vous avez sans doute deviné qu'il s'agit de Charles Maurras à qui me lie une camaraderie née au Quartier Latin il y a plus de cinquante ans, camaraderie qui n'a jamais ébranlé en moi mes convictions religieuses et politiques et ne m'a jamais attiré vers l'Action française, en sorte que ma démarche est une démarche d'amitié et ne contient aucune parcelle d'adhésion à ses doctrines ». Il reprendra ces mots lors du procès de Maurras en janvier 1945. Il fut un artisan (notamment par ses courriers, en partie cités dans ses mémoires) de la grâce présidentielle accordée à Charles Maurras, quelques mois avant sa mort, par le président Vincent Auriol pour raison médicale.
Sous la Coupole, Henry Bordeaux prend position pour la libération de Pétain et pour l'élection de Paul Morand (malgré l'interdiction du général de Gaulle).
En octobre 1954, le général de Gaulle lui écrit une dédicace sur un exemplaire de son livre Mémoires de guerre : L'Appel, 1940-1942 en ces termes : « À M. Henry Bordeaux dont l'œuvre a tant nourri mon esprit et mon sentiment ». Celui-ci au contraire ne l'appréciait pas et l'accusait encore d'avoir été l'homme de la division et le prisonnier des communistes.
Après 1945, les idées et les valeurs traditionnelles défendues dans ses romans deviennent de plus en plus anachroniques. Dans La Lumière au bout du chemin (1948), il revient sur son passé en nous faisant rencontrer, comme en un parcours initiatique, « les personnages réels qui (de 1900 à 1915) ont agi sur les cerveaux et les cœurs ou sur la marche des événements » : Bergson, Jean Jaurès, Déroulède, Mistral, Barrès, Maurras, Péguy, Psichari.
Il collabore occasionnellement au Courrier français.
À 81 ans, Henry Bordeaux, à partir de 1951, commence la rédaction de ses Mémoires. En 1959, il raconte ses souvenirs d'académicien (Quarante ans chez les quarante). À la fin de sa vie, il s'étonnait de constater que le monde se détournait des chemins qu'il avait tracés. Son œuvre est à la fois l'une des plus riches, et certainement aussi l'une des plus lues de la première moitié du XXe siècle ; plusieurs de ses romans se vendirent à plus de 500 000 exemplaires, et certains ouvrages furent traduits en de nombreuses langues, y compris en japonais. L’édition américaine du livre Le Chevalier de l’air. Vie héroïque de Guynemer a été préfacée par le Président Théodore Roosevelt. Pendant près de soixante ans, Henry Bordeaux, aujourd'hui oublié, fut l'un des romanciers français les plus populaires.

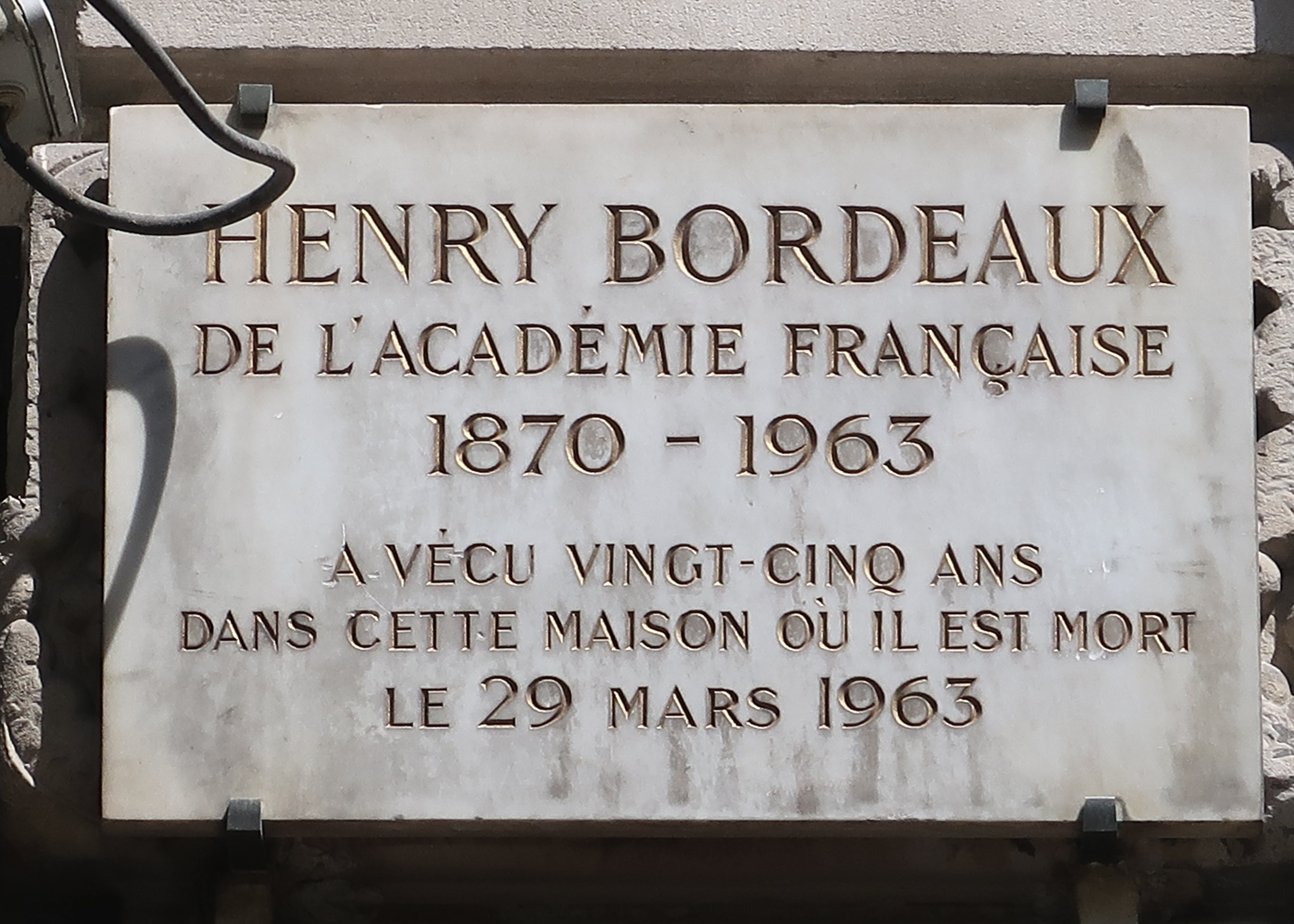
Plaque au no 8 chaussée de la Muette.

Il vécut pendant vingt-cinq ans au 8 chaussée de la Muette (16e arrondissement de Paris), où il mourut. Une plaque commémorative lui rend hommage, inaugurée par l'académicien Antoine de Lévis-Mirepoix en 1973. Plus tôt, en 1910, il habita un autre immeuble du quartier, 3 rue du Ranelagh.
Henry Bordeaux est inhumé avec son épouse née Odile Gabet (1878-1954) au cimetière de Cognin (près de Chambéry) dont le collège porte son nom. Il est notamment le père de la romancière et historienne Paule Henry-Bordeaux.

## Œuvres
Romans
- Le Pays natal, 1900
- La Peur de vivre, 1902

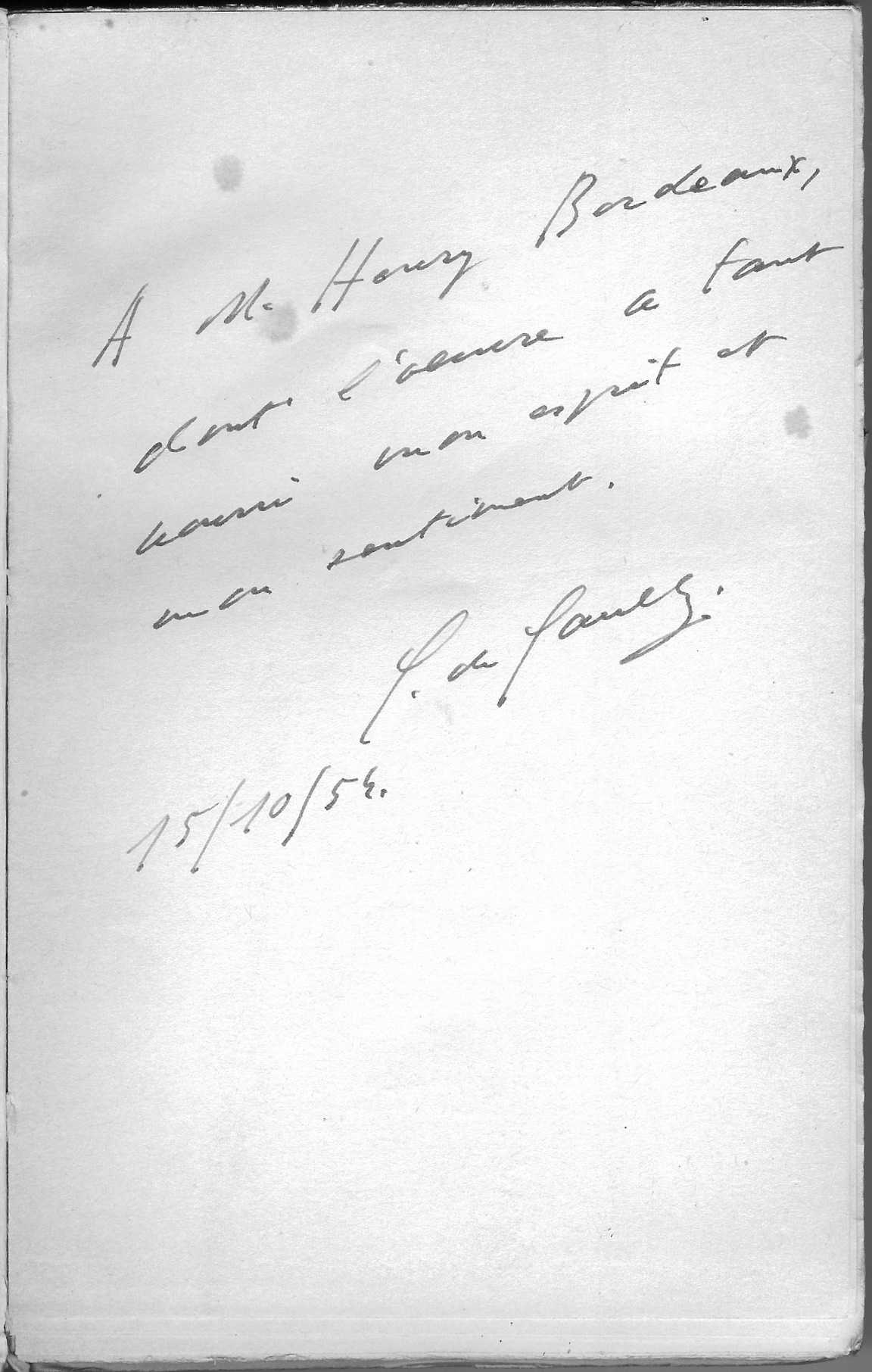
Dédicace du général de Gaulle.

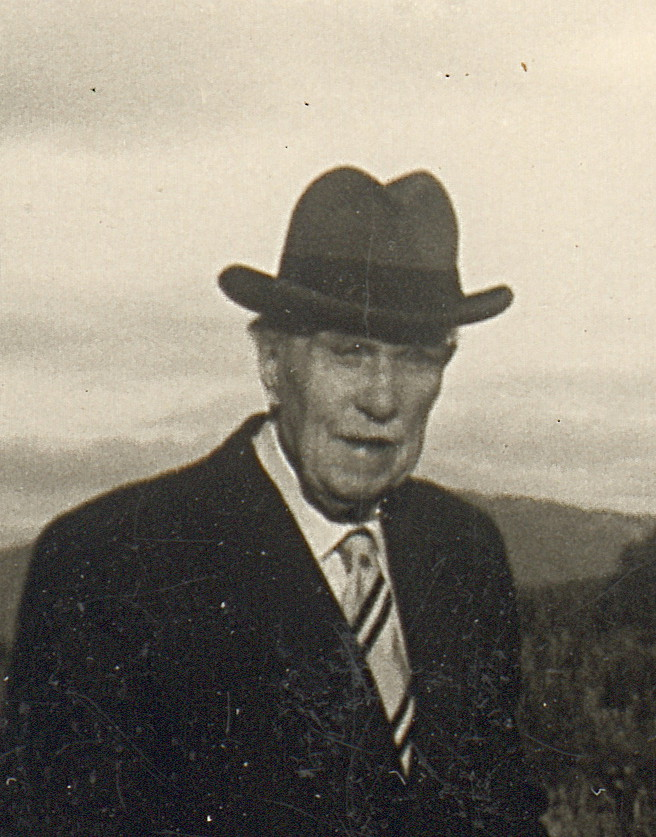
Henry Bordeaux, Le Maupas, 1957.

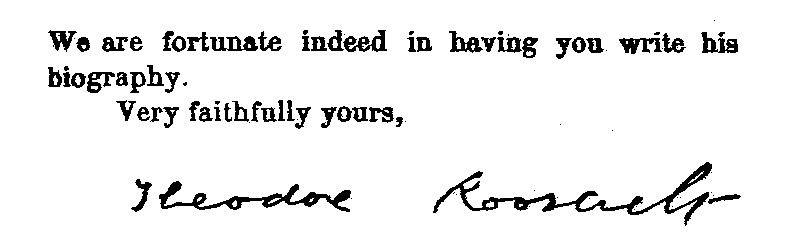
Fin de la préface de Vie héroïque de Guynemer par le président Théodore Roosevelt. « Nous sommes heureux en vérité d'avoir sa biographie écrite par vous, Très fidèlement votre ».

- La Petite Mademoiselle, 1905 (paru sous forme de roman-feuilleton dans L'Éclair de Montpellier du 4 juillet 1907 au 6 août 1907)
- Les Roquevillard, Plon et Nourrit, 1908
- Les Yeux qui s’ouvrent, 1908
- La Croisée des chemins, 1909
- La Robe de laine, 1910
- La Neige sur les pas, Plon, 1911
- Amants de Genève, 1912
- La Neige sur les pas, Plon, 1912
- Le Lac noir, Arthème Fayard, 1912
- La Nouvelle Croisade des enfants, 1913
- La Maison, Plon (1913 ; publié sous forme de roman-feuilleton dans Le Journal du Loiret du 6 mars 1921 au 22 juillet 1921)
- La Jeunesse nouvelle : Deux héros de vingt ans, 1915
- Les Derniers Jours du fort de Vaux, Plon, 1916
- La Résurrection de la chair, 1920
- La Maison morte, 1922.
- Le Fantôme de la rue Michel-Ange, 1922
- Yamilé sous les cèdres, 1923 (adapté au cinéma en 1939 par Charles d'Espinay)
- La Chartreuse du Reposoir, 1924
- Le Cœur et le Sang, 1925
- Paysages romanesques des Alpes, 1925
- Le Barrage, Plon, 1927
- Rap et Vega, Plon, 1927
- Le Calvaire de Cimiez[47], 1928
- Andromède et le Monstre, Plon, 1928
- Valombré, 1928
- L'Illustration, 1928
- Tuilette, 1930
- « Adèle Kamm », Voici l'heure des âmes, Flammarion, 1931
- L'Écran brisé, Nelson, 1931
- Les Amours de Xavier de Maistre à Aoste, Dardel, Chambéry, 1931
- Murder-Party ou celle qui n'était pas invitée, Librairie Plon, 1931
- La Revenante, Plon,1932
- L'Intruse, Plon,1936
- L'Affaire de la rue Lepic, Plon, 1938
- Le Gouffre, Plon, 1938
- La Cendre chaude, Plon, 1939
- Henry de Bournazel, Plon, 1939
- La Sonate au clair de lune, Plon 1940
- Les Murs sont bons. Nos erreurs et nos espérances, Arthème Fayard, 1940
- Images du Maréchal Pétain, Sequana, 1941
- Mariage de guerre, Plon, 1942
- La Marche à l'abîme, Plon, 1948
- La Vie d'Henri de Savoie, Plon, 1950
- Le Fil de la vierge, Plon, 1951
- Le Flambeau renversé, Plon, 1961

Nouvelles
- Le Paon blanc, 1925
- Ginette, Plon, 1932
- Marie-Louise ou les deux sœurs, Plon, 1932
- Minie, Plon, 1932

Poésies
- La Course à la vie, Imprimerie savoisienne, Chambéry, 1893

Études critiques
- Édouard Rod, Paris, Perrin, 1895
- La Vie et l'Art, Paris, Perrin, 1895-97

Études historiques
- Le Collège Stanislas, Histoire, Paris, Gallimard, 221 p.
- Le Chevalier de l'air : Vie héroïque de Guynemer, Plon 1918
- Vie et mort de Bayart, Flammarion, 1943

Biographie
- Max Doumic (1863-1914)

Mémoires et souvenirs
- Un coin de France pendant la guerre : Le Plessis-de-Roye (2 août 1914 - 1er avril 1918)
- La Chanson de Vaux-Douaumont, 1916
  - I - Les Derniers Jours du fort de Vaux
  - II - Les Captifs délivrés
- Le Sphinx sans visage : Notes d'un voyage en Égypte, F. Detaille, Marseille, 1939
- Le Pays sans ombre, Plon, 1935 [souvenirs d'enfance]
- Histoire d’une vie, 13 volumes, publiés de 1951-1973 :
  - Premier volume : « Paris aller et retour »
  - Deuxième volume : « La garde de la maison », couvrant la période 1897-1909 (publié en 1955)
  - Troisième volume : « La douceur de vivre menacée », couvrant la période 1910-juillet 1914 (publié en 1956)
  - Quatrième volume : « La guerre incertaine, de la Marne à Verdun », couvrant la période août 1914-février 1916 (publié en 1957)
  - Cinquième volume : « Douleur et gloire de Verdun  », couvrant la période février 1916-janvier 1917 (publié en 1959)
  - Sixième volume : « L'année ténébreuse », couvrant la période janvier 1917-mars 1918 (publié en 1959)
  - Septième volume : « La victoire et le traité de Versailles »
  - Huitième volume : « L'enchantement de la victoire »
  - Neuvième volume : « Sous le signe de Jeanne »
  - Dixième volume : « Voyages d'un monde à l'autre »
  - Onzième volume : « L'ombre de la guerre » couvrant la période 1936-1940 (publié en 1966)
  - Douzième volume : « Lumière au bout de la nuit », couvrant la période mai 1940-janvier 1947 (publié en 1970)
  - Treizième volume :  « La dernière ascension », couvrant la période février 1947-29 mars 1963 (publié après la mort de l’auteur, en 1973)
- Aventures en montagne, Éditions Victor Attinger, 1946

Essais
- Deux Méditations sur la Mort

## Distinctions
De l'Académie française
- 1897 : Prix Bordin pour La Vie et l’Art
- 1903 : Prix Montyon pour La Peur de vivre
- 1909 : Prix Narcisse Michaut pour l'ensemble de son œuvre

## Décorations
- Grand-officier de la Légion d'honneur (24 juin 1960)
- Croix de guerre 1914-1918 avec deux citations
- Commandeur de l'ordre Militaire et Hospitalier de Saint Lazare de Jérusalem